# Hwasong-6
El Hwasong-6 (coreano: 화성 6; Hanja: 火星 6) es un misil balístico táctico norcoreano. Se deriva del Hwasong-5, a su vez un derivado del R-17 Elbrus soviético. Lleva el nombre de informe de la OTAN Scud.

## Historia
El trabajo en una versión de alcance extendido del Hwasong-5 comenzó en 1988, y con sólo modificaciones relativamente menores, se produjo un nuevo tipo a partir de 1989, denominado Hwasong-6 ("Scud Mod. C" o "Scud-C"). Fue probado por primera vez en junio de 1990 y entró en producción a gran escala el mismo año, o en 1991. Fue reemplazado por el Rodong-1.
Para aumentar el alcance con respecto a su predecesor, la carga útil del Hwasong-6 se redujo a 770 kg (1700 lb) y se extendió la longitud del cuerpo del cohete para aumentar el propulsor en un 25%; La precisión es de 700 a 1000 metros de probabilidad de error circular (CEP). Tal alcance es suficiente para atacar objetivos tan lejanos como el oeste de Japón. Sus dimensiones son idénticas a las del Hwasong-5 original. Debido a las dificultades para adquirir Transportadores erector lanzadores MAZ-543, se produjeron lanzadores móviles en Corea del Norte. En 1999, se estimaba que Corea del Norte había producido entre 600 y 1.000 misiles Hwasong-6, de los cuales 25 se habían lanzado en pruebas, entre 300 y 500 se habían exportado y entre 300 y 600 estaban en servicio con el Ejército Popular de Corea.
La variante con maniobrabilidad terminal se probó en mayo de 2017. La inteligencia estadounidense se refirió al misil mejorado como KN-18.

## Exportaciones
El Hwasong-6 se exportó a Irán, donde se denomina Shahab-2, a Siria, donde se fabrica bajo licencia con ayuda china y a Yemen. Myanmar también importó misiles balísticos Hwasong-6 en 2009. Vietnam compró unos 25 misiles balísticos hwasong-6 a Corea del Norte en 1997. En 1995, Libia compró 5 misiles Hwasong-6 a Corea del Norte. Exportados a Cuba en la década de los noventa, armados con cabezas químicas, biológicas y convencionales. Sin embargo, nunca fueron probados ni utilizados, y la producción local planificada fue cancelada en 2003 con el desarme de Libia.